# Rakovnický rychlík
Rakovnický rychlík je označení dvou párů sezónních vlakových spojů dopravce KŽC Doprava, jednoho v trase Praha hlavní nádraží – Rakovník a jednoho v trase Beroun–Rakovník.

## Historie
Rakovnický rychlík vyrazil na svou trasu mezi Prahou a Rakovníkem poprvé v sobotu 25. června 2016, a to za podpory Středočeského kraje, města Rakovník a obcí Roztoky a Nižbor. Vlak byl složen z historické motorové lokomotivy řady T 478.2, klasických osobních vozů v retro nátěru i barového vozu. Zpočátku se jednalo o pokus, jehož cílem bylo zjistit, zda by cestující měli o takový typ vlaků zájem. Výsledek byl kladný, dopravce zájem veřejnosti na svých webových stránkách popisuje dokonce jako „nevídaný“. V následujících letech tak začala společnost provozovat i další turistické vlakové spoje.
Od prosince 2021 byl spoj prodloužen až do Kralovic u Rakovníka, neboť pod vedením hnutí ANO 2011 kraj a dopravce uzavřeli desetiletou smlouvu na provoz vlaků na trati Čelákovice–Mochov, která byla nevypověditelná, a při ukončení provozu na ní bylo potřeba objednané kilometry využít na jiných výkonech. V letech 2021–2023 byl na této trati Rakovnický rychlík jediným pravidelným osobním vlakem.
V prosinci 2023 byl spoj zkrácen o úsek Rakovník – Kralovice u Rakovníka, kam začal náhradou jezdit pětkrát ročně jeden pár vlaků s názvem Kralovický rychlík. Současně s tím byl přidán ještě jeden pár Rakovnického rychlíku jen na úseku Beroun–Rakovník.

## Současnost
V době platnosti jízdního řádu pro rok 2024 vyjíždí jeden pár od konce března do konce října Rakovnický rychlík každé sobotní, nedělní a sváteční ráno z pražského hlavního nádraží po trati směr Plzeň kolem hradu Karlštejn až do stanice Beroun, odkud vlak projede s několika zastávkami včetně Křivoklátu po trati do Rakovníka, kde je ukončen a večer se vrací po stejné trase zpět do Prahy. Druhý pár jezdí o sobotách a nedělích během letních prázdnin z Berouna do Rakovníka a zastavuje v tomto úseku na shodných zastávkách jako první pár.
Souprava vlaku je složena z motorové lokomotivy T 478.1, známé pod přezdívkou Zamračená, a osobních vozů řady Bmx ze 60. let. Ve vlaku se nachází celkem 176 míst k sezení, je zde možno přepravovat také jízdní kola, kočárky a jiná zavazadla, pro které je zde vyhrazený prostor na zhruba 10 kusů.